# هند شرقی اسپانیا
هند شرقی اسپانیا (Indias orientales españolas) نام مجموعه‌ای از مستعمرات اسپانیا در حوزه آسیا بین سالهای ۱۵۶۵ تا ۱۸۹۹ میلادی بود. این مستعمرات شامل فیلیپین، جزایر ماریانا، جزایر کارولین (عنوان جدید: Philippine Islands) و به‌طور خلاصه فرمسا و بخش‌هایی از جزیره ملوک بوده. سیبو اولین شهری بود که حکومت در آنها تشکیل شد و بعدها این دولت از سیبو به مانیل(پایتخت فیلیپین امروزی) منتقل شد.
اپادشاه اسپانیا به‌طور سنتی خود را "پادشاه هند شرقی و هند غربی " (Rey de las Indias orientales y occidentales) می‌نامید. پس از استقلال مکزیک، جزایر هند شرقی به‌طور مستقیم از مادرید اداره می‌شدند.

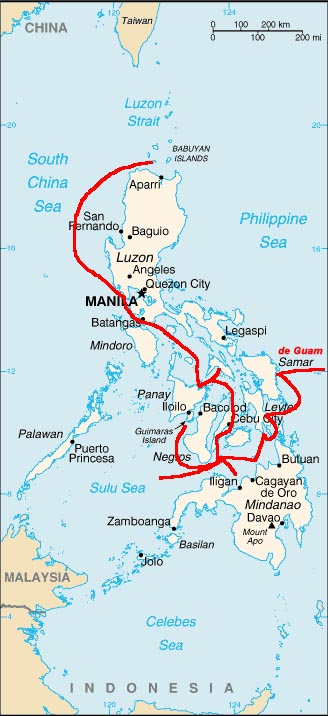
مسیرهای پیموده شده توسط اولین کاشفان اسپانیایی اعزامی به فیلیپین.

## سرزمین‌ها
اسپانیایی شرق هند به دست می‌آمد به عنوان تعریف شده:
- Las Islas Filipinas (امروزه: جمهوری فیلیپین): Manila, Luzon این Visayasهای Palawanهای Balambangan جزیره، Northern Mindanao, Zamboangaهای Basilanهای جلو با پالماس جزایر، جزایر اسپراتلی؛ از جمله جدا پایگاه در کیلونگتایوان و جزایر Giloloهای ترنیتو Tidore در Maluku Islands و مانادو در شمال سولاوسی (که قبلاً Celebes).
- جزایر کارولینای شمالی (ایالات فدرال میکرونزی)
- جزایر ماریانا (مشترک‌المنافع از جزایر ماریانای شمالی، ایالات متحده آمریکا , قلمرو گوآم)
- جزایر پالائو (جمهوری پالائو)

اسپانیایی چند نام برای این منطقه استفاده می‌کردند که در حال حاضر از آنها استفاده نمی‌شود. گران Moluca (بزرگ Molluccas) برای جزیره میندانائو و نووا Castilla (جدید کاستیا) برای Luzon از نمونه‌های این اسامی است.
در نتیجه جنگ آمریکا و اسپانیا در سال ۱۸۹۸، ایالات متحده آمریکا فیلیپین و گوام اسپانیا را اشغال کرد، در حالی که اسپانیا جزایر کوچکتر دیگر را در معاهده آلمان و اسپانیا ۱۸۹۹ فروخت. با تصویب معاهده واشینگتن در سال ۱۹۰۱، چند جزیره باقی مانده به ایالات متحده واگذار شد.